# مني فونغ
مني فونغ (بالصينية: 方逸華) هي مغنية ومنتجة أفلام ومنتجة تلفزيونية ومخرجة وممثلة صينية، ولدت في 1934 في شانغهاي في الصين، وتوفيت في 22 نوفمبر 2017 في هونغ كونغ في الصين.

## وصلات خارجية
- مني فونغ على موقع IMDb (الإنجليزية)
- مني فونغ على موقع ميوزك برينز (الإنجليزية)
- مني فونغ على موقع ديسكوغز (الإنجليزية)
- مني فونغ على موقع قاعدة بيانات الفيلم (الإنجليزية)